# Konpora Kid
Konpora Kid (яп. コンポラキッド Современные детки) — японский аниме-сериал, выпущенный студией Toei Animation. Транслировался впервые в Японии с 3 мая по 23 декабря 1985 года. Всего выпущено 26 серий аниме. Сериал также транслировался на территории Франции с французским дубляжом.

## Сюжет
Действие происходит в XXI веке, в эре мехатроники, когда все здания, дома и целые города парят над землёй на высоте 2000-3000 метров над землёй. Каждый человек также обладает нужным оборудованием, чтобы свободно перемещаться в воздухе. Сюжет повествует о весёлых приключениях школьников под наставничеством 8-ми летнего учителя Харуми Дайгоро.

## Роли озвучивали
- Минори Мацусима — JR
- Сигэру Тиба — Отец
- Юри Насива — Мать
- Норико Уэмура — Дзиро
- Бандзё Гинга — Кёто
- Маюми Сё — Юми
- Рё Хорикава — Йо
- Мититака Кобаяси — Ран
- Хироси Отакэ — Трио
- Хироми Цуру — Куми
- Митиэ Томидзава — Риэ